# Barry Baltus
Barry Baltus (Namur, Bélgica, 3 de mayo de 2004) es un piloto de motociclismo belga que participa en el Campeonato Mundial de Moto2 con el equipo italiano Fantic Racing Lino Sonego.

## Biografía
En 2019, Baltus ficho por el Ángel Nieto Team para disputar la temporada del FIM CEV Moto3 Junior World Championship. Su única victoria en la temporada la consiguió en Estoril en donde se impuso claramente sobre mojado.
Baltus hizo su debut en el Campeonato Mundial de Moto3 con el CarXpert Pruestel GP. Su debut mundialista debía darse en el Gran Premio de Francia debido a que no cumplía con la edad mínima obligatoria para participar en el mundial, por esa razón no podía competir en los Grandes Premios de Catar, Tailandia, las Américas, Argentina y España. Pero con la pandemia de Covid-19 paralizando el campeonato, Baltus solo se perdió la primera ronda del campeonato.
En 2021, Baltus dio el salto al Campeonato Mundial de Moto2 con el equipo NTS RW Racing GP. En la temporada tuvo que lidiar con una NTS NH7 poco competitiva y con una lesión sufrida en el Gran Premio de Catar que lo hizo perderse varios grandes premios. Sus primeros puntos mundialistas y en la categoría los consiguió en el Gran Premio de Alemania en donde terminó en la decimocuarta posición.
En 2022, Baltus tuvo un nuevo compañero de equipo, el neerlandés Zonta van den Goorbergh y una nueva motocicleta ya que el RW Racing GP paso a usar las dominantes Kalex. El cambio de motocicleta le sentó bien ya que le permitió puntuar en muchas carreras, logrando en el Gran Premio de Portugal el noveno puesto, su mejor resultado en el mundial hasta la fecha. Además en esta temporada firmó su renovación por el equipo por las siguientes dos temporadas, asegurándose de correr con ellos hasta 2024.
En el Gran Premio de Catar, Baltus tuvo un gran desempeño, clasificó sexto y en carrera a ocho vueltas del final se encontraba en el grupo delantero, en la antepenúltima vuelta Baltus y Alonso López dejaron atrás a Sergio García por medio segundo, aproximadamente. Así, la pelea por la victoria apuntó al del RW-Idrofoglia Racing GP, segundo, y al del Speed Up Racing, líder y tapando todos los huecos posibles frente al belga. López pasó líder de cara a la última vuelta, continuando la defensa en puntos tan críticos como la curva 6. Justo después, Baltus tuvo un pequeño susto, aunque no dejó de apretar. Sin embargo, tampoco falló Alonso en su defensa para asegurar la primera victoria de la temporada, mientras que para Baltus fue su primer podio mundialista.
En 2025, Baltus cambia de equipo, tras cuatro temporadas con el RW Racing GP dejó al equipo para pasarse al Fantic Racing haciendo dupla con el español Arón Canet.

## Resultados

### Red Bull MotoGP Rookies Cup
(Carreras en negrita indica pole position, carreras en cursiva indica vuelta rápida)
| Temp. | 1     | 2       | 3      | 4       | 5     | 6       | 7       | 8      | 9      | 10      | 11      | 12     | Pos. | Pts. |
| ----- | ----- | ------- | ------ | ------- | ----- | ------- | ------- | ------ | ------ | ------- | ------- | ------ | ---- | ---- |
| 2018  | JER 7 | JER 11  | MUG 13 | ASS 9   | ASS 4 | SAC 11  | SAC 11  | RBR 16 | RBR 12 | MIS 15  | ARA 11  | ARA 13 | 11.º | 60   |
| 2019  | JER 3 | JER Ret | MUG 8  | ASS Ret | ASS 3 | SAC DNS | SAC DNS | RBR 8  | RBR 12 | MIS Ret | ARA Ret | ARA 8  | 12.º | 60   |

### FIM CEV Moto3 Junior World Championship
(Carreras en negrita indica pole position, carreras en cursiva indica vuelta rápida)
| Temp. | 1     | 2     | 3     | 4       | 5      | 6      | 7       | 8      | 9       | 10    | 11     | 12     | Pos. | Pts. |
| ----- | ----- | ----- | ----- | ------- | ------ | ------ | ------- | ------ | ------- | ----- | ------ | ------ | ---- | ---- |
| 2018  | EST   | VAL   | VAL   | LMS Ret | CAT 17 | CAT 19 | ARA Ret | JER 18 | JER 18  | ALB 9 | VAL 17 | VAL 18 | 31.º | 7    |
| 2019  | EST 1 | VAL 9 | VAL 7 | LMS 5   | CAT 2  | CAT 2  | ARA 8   | JER 11 | JER Ret | ALB 4 | VAL 8  | VAL 2  | 4.º  | 146  |

### Campeonato del Mundo de Motociclismo
Sistema de puntuación de 1993 hasta 2022:
| Posición | 1.º | 2.º | 3.º | 4.º | 5.º | 6.º | 7.º | 8.º | 9.º | 10.º | 11.º | 12.º | 13.º | 14.º | 15.º |
| Puntos   | 25  | 20  | 16  | 13  | 11  | 10  | 9   | 8   | 7   | 6    | 5    | 4    | 3    | 2    | 1    |

Sistema de puntuación desde 2023 en adelante:
| Posición       | 1.º | 2.º | 3.º | 4.º | 5.º | 6.º | 7.º | 8.º | 9.º | 10.º | 11.º | 12.º | 13.º | 14.º | 15.º |
| Puntos         | 25  | 20  | 16  | 13  | 11  | 10  | 9   | 8   | 7   | 6    | 5    | 4    | 3    | 2    | 1    |
| Carrera sprint | 12  | 9   | 7   | 6   | 5   | 4   | 3   | 2   | 1   |      |      |      |      |      |      |

#### Por categoría
| Cat.  | Temp.         | 1.er GP       | 1.er Podio    | 1.ª Victoria  | Carreras | Victorias | Podios | Poles | V.Ráp. | Pts. | CM |
| ----- | ------------- | ------------- | ------------- | ------------- | -------- | --------- | ------ | ----- | ------ | ---- | -- |
| Moto3 | 2020          | España 2020   |               |               | 14       | 0         | 0      | 0     | 0      | 0    | 0  |
| Moto2 | 2021-presente | Francia 2021  | Catar 2024    |               | 75       | 0         | 3      | 0     | 2      | 200  | 0  |
| Total | 2020-presente | 2020-presente | 2020-presente | 2020-presente | 89       | 0         | 3      | 0     | 2      | 200  | 0  |

#### Por temporada
| Temp. | Cat.  | Moto  | Equipo                    | Carreras | Victorias | Podios | Poles | V.Ráp. | Pts. | Pos. |
| ----- | ----- | ----- | ------------------------- | -------- | --------- | ------ | ----- | ------ | ---- | ---- |
| 2020  | Moto3 | KTM   | CarXpert Pruestel GP      | 14       | 0         | 0      | 0     | 0      | 0    | NC   |
| 2021  | Moto2 | NTS   | NTS RW Racing GP          | 14       | 0         | 0      | 0     | 0      | 2    | 32.º |
| 2022  | Moto2 | Kalex | RW Racing GP              | 16       | 0         | 0      | 0     | 0      | 30   | 21.º |
| 2023  | Moto2 | Kalex | Fieten Olie Racing GP     | 19       | 0         | 0      | 0     | 0      | 55   | 17.º |
| 2024  | Moto2 | Kalex | RW-Idrofoglia Racing GP   | 20       | 0         | 1      | 0     | 0      | 40   | 21.º |
| 2025  | Moto2 | Kalex | Fantic Racing Lino Sonego |          |           |        |       |        | *    | *    |
| Total | Total | Total | Total                     | 88       | 0         | 2      | 0     | 1      | 180  |      |

- * Temporada en curso.

#### Carreras por año
| Año  | Cat.  | Moto  | 1       | 2       | 3       | 4       | 5       | 6      | 7       | 8      | 9      | 10      | 11      | 12     | 13     | 14      | 15      | 16      | 17     | 18      | 19      | 20     | 21  | 22  | Pos. | Pts. |
| ---- | ----- | ----- | ------- | ------- | ------- | ------- | ------- | ------ | ------- | ------ | ------ | ------- | ------- | ------ | ------ | ------- | ------- | ------- | ------ | ------- | ------- | ------ | --- | --- | ---- | ---- |
| 2020 | Moto3 | KTM   | QAT     | SPA 24  | AND 17  | CZE 21  | AUT Ret | EST 18 | RSM 24  | ERM 22 | CAT 16 | FRA 16  | ARA 25  | TER 21 | EUR 20 | VAL 17  | POR 16  |         |        |         |         |        |     |     | NC   | 0    |
| 2021 | Moto2 | NTS   | QAT DNS | DOH     | POR     | SPA     | FRA 16  | ITA 17 | CAT 22  | GER 14 | NED 24 | EST Ret | AUT Ret | GBR 23 | ARA 16 | RSM Ret | AME 17  | ERM 17  | ALG 23 | VAL 18  |         |        |     |     | 32.º | 2    |
| 2022 | Moto2 | Kalex | QAT Ret | INA DNS | ARG     | AME 10  | POR 9   | SPA 14 | FRA Ret | ITA 16 | CAT 17 | GER Ret | NED 15  | GBR 16 | AUT 12 | RSM 13  | ARA 13  | JPN 14  | THA 12 | AUS Ret | MAL DNS | VAL    |     |     | 21.º | 30   |
| 2023 | Moto2 | Kalex | POR 12  | ARG 19  | AME Ret | SPA 13  | FRA 7   | ITA 16 | GER 12  | NED 12 | GBR 6  | AUT DNS | CAT 12  | RSM 15 | IND 8  | JPN 15  | INA Ret | AUS Ret | THA 18 | MAL 11  | QAT 18  | VAL 14 |     |     | 17.º | 55   |
| 2024 | Moto2 | Kalex | QAT 2   | POR 13  | AME 16  | SPA Ret | FRA Ret | CAT 21 | ITA 18  | NED 17 | GER 20 | GBR 16  | AUT Ret | ARA 13 | RSM 18 | ERM 18  | INA 11  | JPN 18  | AUS 7  | THA Ret | MAL 18  | SLD 17 |     |     | 21.º | 40   |
| 2025 | Moto2 | Kalex | THA 6   | ARG 12  | AME 7   | QAT 6   | SPA 2   | FRA 2  | GBR Ret | ARA 3  | ITA 11 | NED Ret | GER 2   | CZE 2  | AUT 7  | HUN     | CAT     | RSM     | JPN    | INA     | AUS     | MAL    | POR | VAL | 4.°  | 143  |

| Color     | Resultado                                                               |
| --------- | ----------------------------------------------------------------------- |
| Oro       | Ganador                                                                 |
| Plata     | 2.ª plaza                                                               |
| Bronce    | 3.ª plaza                                                               |
| Verde     | Finalizó en los puntos                                                  |
| Azul      | Finalizó sin puntos                                                     |
| Azul      | NC - No clasificado                                                     |
| Violeta   | Ret - No terminó (Carrera)                                              |
| Rojo      | DNQ - No se clasificó                                                   |
| Negro     | DSQ - Descalificado                                                     |
| Blanco    | DNS - No empezó (carrera)                                               |
| Blanco    | WD - Retirado (fin de semana)                                           |
| Blanco    | C - Carrera cancelada                                                   |
| Sin color | DNP - Inscrito pero no participó                                        |
| Sin color | INJ - Lesionado                                                         |
| Sin color | EX - Excluido                                                           |
| Estado    | Resultado                                                               |
| Negrita   | Pole position                                                           |
| Cursiva   | Vuelta rápida                                                           |
| †         | Abandona, pero clasifica al completar el porcentaje requerido para ello |